# José Magliolo
José Carlos Magliolo (Buenos Aires, 5 de marzo de 1943-Buenos Aires, 19 de julio de 2025) fue un futbolista argentino que se desempeñaba en la posición de defensor central.

## Trayectoria
Magliolo surgió de las categorías inferiores de San Lorenzo de Almagro. Hizo su debut profesional en el empate 0-0 frente a Chacarita Juniors, el 10 de mayo de 1964, convocado por el entrenador José Barreiro.
En sus cuatro años en el club consiguió el Torneo Metropolitano 1968 integrando el plantel de Los Matadores junto con figuras de la talla de Carlos Buttice, José Albrecht, Rodolfo Fischer, Victorio Cocco, Alberto Rendo, Pedro González, Sergio Villar, Roberto Telch, Héctor Veira y Agustín Irusta, entre otros, dirigidos por el brasileño Elba de Padua Lima "Tim". Disputó solo los dos primeros partidos del campeonato antes mencionado, en la goleada 5-1 a Atlanta y el empate 1-1 con Platense, dejando luego su lugar a manos de Oscar Calics. Totalizó 70 partidos en San Lorenzo de Almagro y no marcó goles.
En el año 1969 pasó a Gimnasia de La Plata, donde compartió el plantel con otro exjugador de San Lorenzo, Jorge Castiglia. Debutó el 23 de febrero, en la victoria 3-0 ante Colón de Santa Fe. Disputó 37 partidos y no convirtió goles. Compartió plantel con Hugo Gatti, Roberto Zywica, Ricardo Rezza y Delio Onnis.
Al año siguiente fue a Quilmes. Debutó en el empate 3-3 ante River, en el Monumental. Jugó 32 partidos y anotó tres goles. Posteriormente lo hizo en el ascenso, en Talleres de Remedios de Escalada.
En el torneo de Primera División de 1985/86, en dupla con Osvaldo Diez, ocupó el cargo de entrenador interinamente en San Lorenzo de Almagro durante seis partidos. Además, fue un destacado formador de jóvenes futbolistas en las divisiones juveniles de este club.
En los últimos años se desempeñó como tesorero de ATFA, la Asociación de Técnicos del Fútbol Argentino.

## Clubes
| Club                             | País      | Año       | PJ | Gol |
| -------------------------------- | --------- | --------- | -- | --- |
| San Lorenzo de Almagro           | Argentina | 1964-1968 | 70 | 0   |
| Gimnasia de La Plata             | Argentina | 1969      | 37 | 0   |
| Quilmes                          | Argentina | 1970      | 32 | 3   |
| Talleres de Remedios de Escalada | Argentina | 1971      |    |     |

## Palmarés

### Torneos nacionales
| Título           | Equipo                 | País      | Año    |
| ---------------- | ---------------------- | --------- | ------ |
| Primera División | San Lorenzo de Almagro | Argentina | M-1968 |